# セルヒオ・イギータ
セルヒオ・アンドレス・イギータ・ガルシア (Sergio Andrés Higuita García, 1997年8月1日 - )は、コロンビア、メデジン出身の自転車競技選手。
「セルジオ・イギータ」、「セルヒオ・イギタ」、「イギータ・ガルシア」とも表記される。

## 経歴
2016年、チーム・マンサナ・ポストボンにてプロキャリアスタート。
2019年、5月1日にEFエデュケーションファースト・プロサイクリングへ移籍。ブエルタ・ア・エスパーニャ第18ステージにて、グランツール初出場・初勝利。

## 戦績
2017
- ブエルタ・ア・アストゥリアス  山岳賞

2018
- ツアー・オブ・チャイナ1（英語版）  山岳賞

2019
- ボルタ・ア・ラ・コムニタ・バレンシアナ  ヤングライダー賞
- ヴォルタ・アオ・アレンテージョ（英語版） 区間優勝（第4ステージ）
- ブエルタ・ア・エスパーニャ 区間優勝（第18ステージ）

2020
- コロンビア選手権　優勝（ロードレース）
- ツアー・コロンビア（英語版） 総合優勝、ヤングライダー賞（第1ステージ・チームタイムトライアル、第4ステージ優勝）
- パリ〜ニース  ヤングライダー賞

2022
- コロンビア選手権　優勝（ロードレース）
- ヴォルタ・アン・アルガルヴェ 区間優勝（第5ステージ）
- ボルタ・ア・カタルーニャ  総合優勝、 山岳賞、 ヤングライダー賞
- ツール・ド・ロマンディ 区間優勝（第4ステージ）
- ツール・ド・スイス  ヤングライダー賞
- ツール・ド・ポローニュ 区間優勝（第3ステージ）

2022
- イツリア・バスク・カントリー 区間優勝（第5ステージ）